# 马蒂·拉赫曼
马蒂·拉赫曼（Mati-ur-Rehman，1984年9月14日—）是一名巴基斯坦举重运动员。2010年参加广州亚运会，以272千克的成绩获69公斤级比赛第十三名。